# Esther Mahalangu
Esther Mahlangu (Middelburg, 11 novembre 1936) è una pittrice sudafricana.

## Biografia
È una delle poche artiste africane la cui arte è spesso esibita sulla scena internazionale.
Le sue opere sono presenti nelle più importanti collezioni private tra cui quella dello svizzero Jean Pigozzi e in molti musei occidentali. Pur essendo un'artista di fama internazionale Esther Mahlangu vive nel suo villaggio a stretto contatto con la propria cultura. Donna di poche parole, la Mahlangu ha dedicato la sua vita alla sua arte. Esther Mahlangu è una pittrice, nata nel 1936 a Middelburg, Mphumalanga, in Sudafrica e appartiene alla tribù Ndebele. Con tale termine ci si riferisce a diversi gruppi etnici diffusi nello Zimbabwe occidentale e nella provincia dei Transvaal in Sud Africa. La suddivisione della nazione amaNdembele risale all'inizio del XVI secolo quando cominciarono una serie di faide interne per il dominio delle tribù che portarono all'attuale divisione in tre gruppi di quella che è considerata come la nazione amaNdembele: la nazione Matabele dello Zimbabwe, la Transvaal Ndembele del nord e la Transvaal Ndembele del sud in Sud Africa.

## L'arte e la tradizione

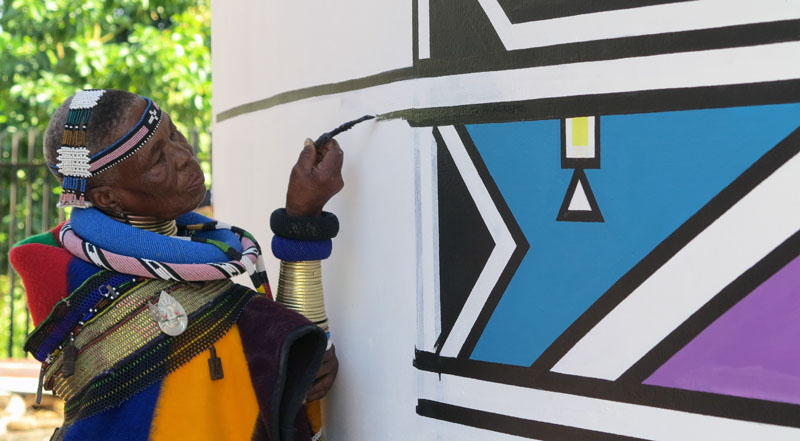
Esther Mahlangu nel 2015

Esther Mahlangu inizia a dipingere a soli dieci anni, seguendo gli insegnamenti della madre e della nonna, e da allora non ha più smesso perché, come lei stessa confida, la sua arte la fa sentire “molto felice”. L'artista segue, così, una tradizione locale che prevede che questo particolare tipo di tecnica pittorica sia tramandata in famiglia, comunicata, appresa e trasmessa solo dalle donne. Tali dipinti sono strettamente connessi con l'antica tradizione di decorare le case in occasione del rito di passaggio dei figli maschi. Tra i diciotto e i venti anni, infatti, i giovani della tribù si recavano alla “scuola della circoncisione” e subivano un rituale particolare che sanciva il loro passaggio all'età adulta. Per festeggiare quest'avvenimento le donne ridipingevano completamente sia l'interno sia l'esterno delle loro case con una preparazione a base di sterco di vacca e gesso utilizzando un repertorio molto vasto di figure tradizionali. Tali disegni erano caratterizzati dalla presenza di forme geometriche ripetute, limitate da un sottile bordo nero in deciso contrasto con lo sfondo bianco, tracciato in modo molto netto. I colori utilizzati sono piatti e risaltano in modo molto vivo grazie al bordo e allo sfondo utilizzati.  L'astrazione geometrica che si palesa da questi dipinti è sottolineata dal continuo ripetersi di tali semplici figure che rendono però l'intera opera piuttosto complessa. In sostanza simmetrie di linee, figure e colori sono assolutamente predominanti. 

## Opera

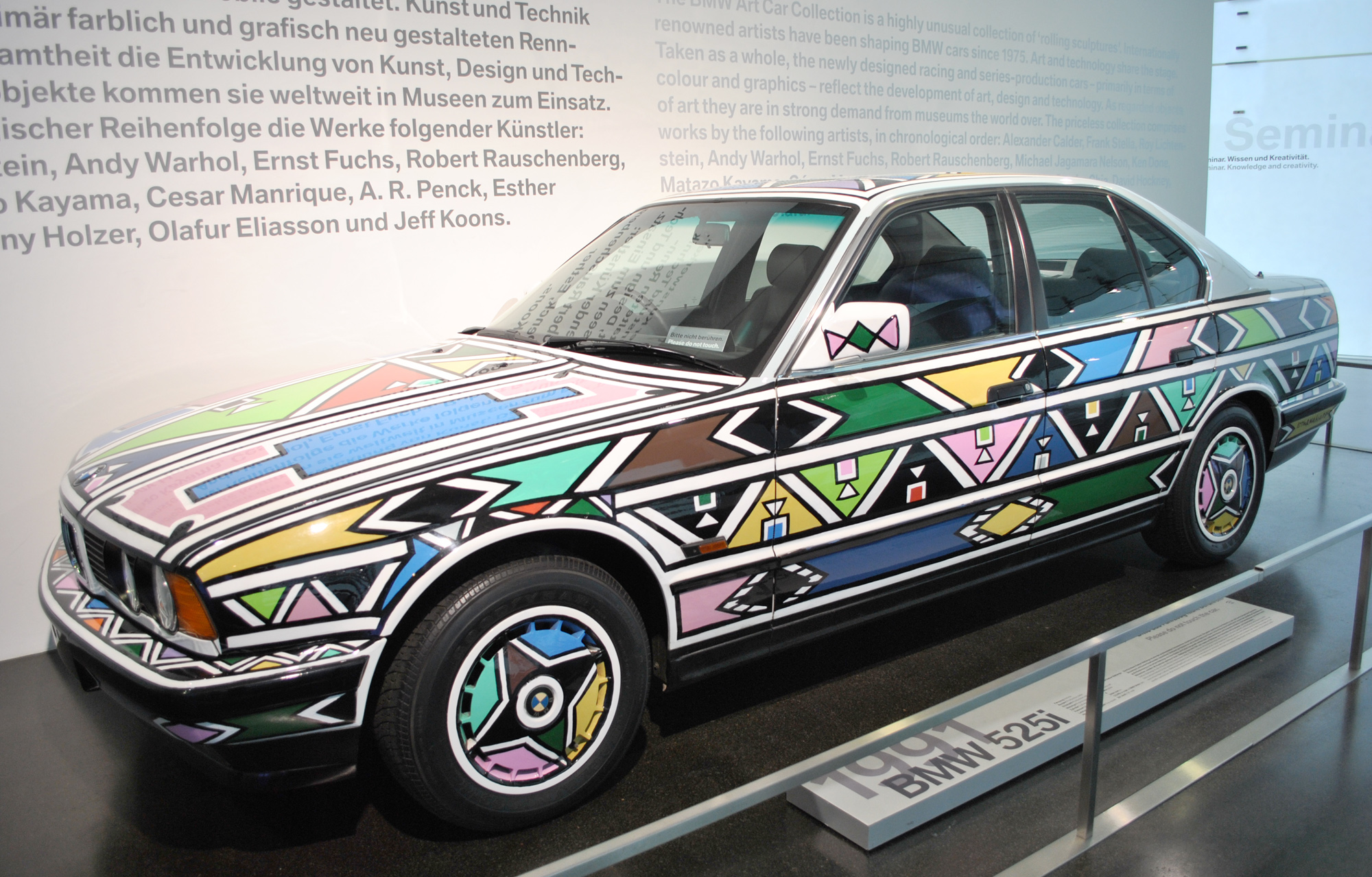
African Art Car BMW 525i disegnata da Mahlangu al BMW Museum in ambito del progetto BMW Art Car

Nonostante continui ad utilizzare lo stesso “vocabolario artistico” strettamente legato alla tradizione della sua etnia, Esther Mahlangu ha notevolmente modificato il supporto e le tecniche con cui lavora. L'artista, infatti, oltre ad usare pigmenti e colori industriali, ha decorato con le sue linee e le sue figure geometriche tele, sculture, ceramiche, automobili e addirittura aerei. La Mahlangu ha, infatti, realizzato nel 1991 la prima “African Art Car”, decorando con i tipici motivi della tribù Ndembele una BMW 525i, e collaborando con artisti come Andy Warhol, David Hockney e Frank Stella. Tali disegni sono stati riportati nel 1997 anche sulle code degli aerei dalla British Airways e più di recente la stessa particolare tecnica pittorica è stata riprodotta dall'artista anche sulla nuova Fiat 500 in occasione della mostra “Why Africa?” (2007, Torino).

## La poetica
Presente anche nel lavoro, nell'arte di Esther Mahlangu, la tensione tra locale e globale, tra l'ancoraggio e il distacco. L'artista, infatti, si muove, costruisce la propria opera a partire da una tradizione locale molto forte, cui attinge a piene mani e che, come lei stessa ammette, vuole rappresentare nel mondo e preservare in patria. Ed è per questo che nella sua tribù la Mahlangu dirige una scuola nella quale insegna a giovani ragazze non solo a dipingere ma anche a riportare i particolari disegni della sua tecnica pittorica su particolari composizioni di perline. Tuttavia non bisogna pensare alla tradizione come a un'entità statica, immutabile, continuamente rivolta al passato. Come il lavoro della stessa Mahlangu suggerisce, “tradizione” è un ambito mobile, pronto a inglobare stimoli di natura diversa e orientato al futuro. Infatti, nonostante adesso il Sudafrica sia uno degli Stati africani che più di altri agevolano e promuovono il lavoro dei loro artisti tanto a livello nazionale quanto a livello internazionale con manifestazioni del calibro della biennale di Johannesburg, il lavoro di Esther Mahlangu si mostra di per sé molto coraggioso perché è nato e si è sviluppato in un contesto dalle conosciute difficoltà politiche e sociali. In una tale situazione rimane quindi ancora più problematico proporre con orgoglio un'arte tanto legata alla rivendicazione etnica come quella che si palesa nelle opere della Mahlangu.

## Esther Mahalangu nei musei
- MAGI '900 di Pieve di Cento (BO)

## Esther Mahalangu in Galleria
- Esther Mahlangu in Trium Art Gallery.